# Алі Раймі

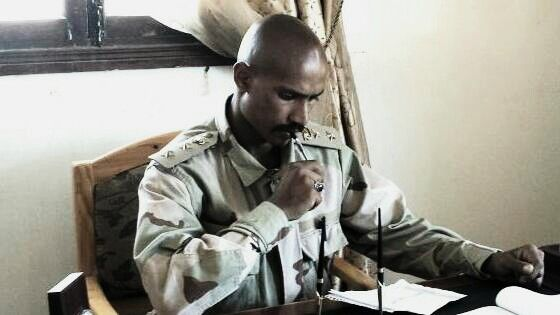

Али Райми (07.12.1973 — 23.05.2015) — Непереможний чемпіон 25-0 (KO 25)